# Алмопия
Алмопия (др.-греч. Ἀλμωπία), в дальнейшем Меглен (макед. Меглен, болг. Мъглен), также Моглена́ (греч. Μογλενά) — историко-географическая область в Эгейской Македонии (Греция). Представляет собой равнину Аридеи, которая ограничена горными массивами Ворас с запада, Кожуф с севера и Пайкон с востока и по которой протекает река Могленицас.

## История
В античности Алмопи́я была одной из 17 областей Македонского царства. Название области происходит от алмопов (др.-греч. Ἀλμῶπες) — одного из племён пеонов.
В VI—VII веках в области поселились славяне, и она получила название Меглен. Меглен был одной из четырёх пограничных с Византией областей Первого Болгарского царства, созданных после восстания комитопулов Давида, Моисея, Аарона и Самуила. Меглен, который граничил с фемой Фессалоники был доверен старшему брату Давиду. Центром области был город-крепость с тем же названием, который стал епископской митрополией. Предполагается, что после завоевания Восточной Болгарии Иоанном I Цимисхием в 971 году болгарский патриарх Герман на некоторое время перенёс свою резиденцию в Меглен. После Беласицкой битвы (1014) и смерти болгарского царя Самуила город был осаждён Василием II. После длительного сопротивления, возглавляемого воеводой Илицей, Меглен в 1015 году был взят византийскими войсками. Власти Византии расселили в области сирийцев, армян и печенегов. После 1018 года Меглен стал резиденцией митрополита Охридского архиепископства.
Около 1134 года епископом Меглена стал Иларион Могленский. Болгарский царь Калоян захватил крепость Меглен и 21 октября 1204 или 1206 года перенес мощи канонизированного епископа Илариона Могленского в Тырново, вероятно в патриарший собор Вознесения Господня, а царь Иван Асень II поместил их в церкви Сорока мучеников, построенную в честь победы болгар над греками в 1230 году.
Город Меглен был полностью разрушен во время османского завоевания. Руины крепости находятся недалеко от села Хриси. Турки нарекли область Караджова (тур. Karacaova — «Чёрная страна»). В 1719 году епископская кафедра Меглена была повышена до митрополии Меглена и Катраницы. В 1759 году большая часть болгарского и влашского населения области, во главе с митрополитом, приняла ислам. Резиденция митрополита была перенесена в Катраницу (ныне — Пирьи), затем в Эмборион, а затем окончательно во Флорину. По свидетельству французского консула в Салониках, Розетте и Смирне Еспри-Мари Кузинери от 1831 года:

Караджия оваси или чёрная страна населена… болгарами-вероотступниками.
Оригинальный текст (фр.)Karadgia ovasi, ou contrée noire, séjour, comme je l'ai dit, de Bulgares apostasiés.

К концу XIX века область была населена преимущественно болгарами-христианами, помаками и аромунами и разделена между Воденской, Ениджевардарской и Гевелийской казами. Этническая группа болгар, жившая в Меглене, была известна под именами пуливаковцы (от макед. пули-вака! «смотри так!») или горнополенцы.
После Второй Балканской войны Меглен остаётся в составе Греции. Во время Первой мировой войны фронт проходил в непосредственной близости от области. Сёла Сборско (Пефкотон, сейчас — Воринон) и Тушин (сегодня Аэтохорион) были разрушены в результате боевых действий, а их жители переселились на территории под болгарским управлением — Тиквеш, Гевгелия, Благоевград, Стара-Загора и др. После войны часть влахов также переселяется — в основном в Южную Добруджу. В 1924 году по условиям Лозаннского мирного договора мусульманское население области было вынуждено переселиться в Турцию, а на его место было заселено значительное число греческих беженцев из Малой Азии и Восточной Фракии.